# Longa (Tabuaço)
Longa es una freguesia portuguesa del concelho de Tabuaço, con 7,26 km² de superficie y 357 habitantes (2001). Su densidad de población es de 49,2 hab/km².